# Тычкина
Тычкина — деревня в Алапаевском районе Свердловской области России, входящая в Махнёвское муниципальное образование. Управляется Измоденовской сельской администрацией.

## География
Деревня Тычкина расположена в 53 километрах (в 62 километрах по автодороге) к северу от города Алапаевска, на левом берегу реки Мугай (правый приток реки Тагил).

### Часовой пояс
Тычкина, как и вся Свердловская область, находится в часовой зоне МСК+2. Смещение применяемого времени относительно UTC составляет +5:00.

## Население
| 2002 | 2010 |
| ---- | ---- |
| 39   | ↘17  |

## Инфраструктура
В деревне расположена всего одна улица — Ясная